# Давид X
Давид X (груз. დავით X; 1482–1526) — цар Картлі (1505–1525). Представник династії Багратіоні. Старший син Костянтина II, успадкував престол від батька 1505 року.

## Життєпис
1511 року царем Кахеті став Георгій II, який одразу ж напав на Картлі та взяв царя Давида в облогу у фортеці Атені. З того моменту почались регулярні набіги кахетинців на Картлі. Давид не бажав особисто брати участь у бойових діях, тому війну з кахетинцями розпочав його брат Баграт, який отримав володіння в Мухрані (область на кордоні з Кахеті). 1513 року Баграт зумів захопити в полон кахетинського царя, вторгся до Кахеті та зайняв її всю. Левана, сина царя Георгія, сховав Гарсеван Чолокашвілі. Кахеті тимчасово було приєднано до Картлі.

### Навала персів
У той час почалась експансія з боку Ірану. 1518 року до Закавказзя прийшов шах Ісмаїл I з армією. Цар Давид X відрядив до нього сина Рамаза з подарунками. Шах не став грабувати Картлі, щоб не спонукнути її до союзу з Туреччиною перед походом на Діярбакир. Однак Давид не зміг перешкодити поверненню Левана й відокремленню Кахетії.
Коли армію шаха було розбито турками, Давид X вторгся до Кахеті, проте був змушений повернутись через вторгнення турецької армії. В Картлі цар бився з османами та переміг їх. 1520 року Давид утретє вторгся до Кахеті, але кахетинці розбили його армію. Після цього Мамія Гурієлі зумів примирити Давида X з Леваном.
1522 року шах Ісмаїл знову вторгся до Картлі. Грузинська армія розбила передові загони персів, але потім зазнала поразки, і Тбілісі здався шаху. 1524 року шах Ісмаїл I помер, а Давид X зайняв Тбілісі.

### Завершення правління
1525 року цар Давид став ченцем в одному з монастирів Тбілісі й за рік помер. Царство він передав брату Георгію. Похований у Мцхеті.

## Родина
Був одружений з Тамарою, дочкою атабага Самцхе Кваркваре II Джакелі. В шлюбі народились:
- Луарсаб I, цар Картлі
- Деметре, царевич.
- Бежан, царевич.
- Адарнасе (1512–1558), царевич.
- Рамаз (1512–1558), царевич.
- дочка, царівна, була в шлюбі з арагвським еріставом Баїндуром.
- дочка, царівна, була в шлюбі з князем Джавахом Чіладзе.